# Орден Спортивных заслуг (Франция)
Орден Спортивных заслуг (фр. Ordre du Mérite sportif) — ведомственная награда Франции, находившаяся в ведении Министерства национального образования, молодёжи и спорта. Был учреждён декретом от 6 июля 1956 года и упразднён в результате орденской реформы 3 декабря 1963 года.

## История

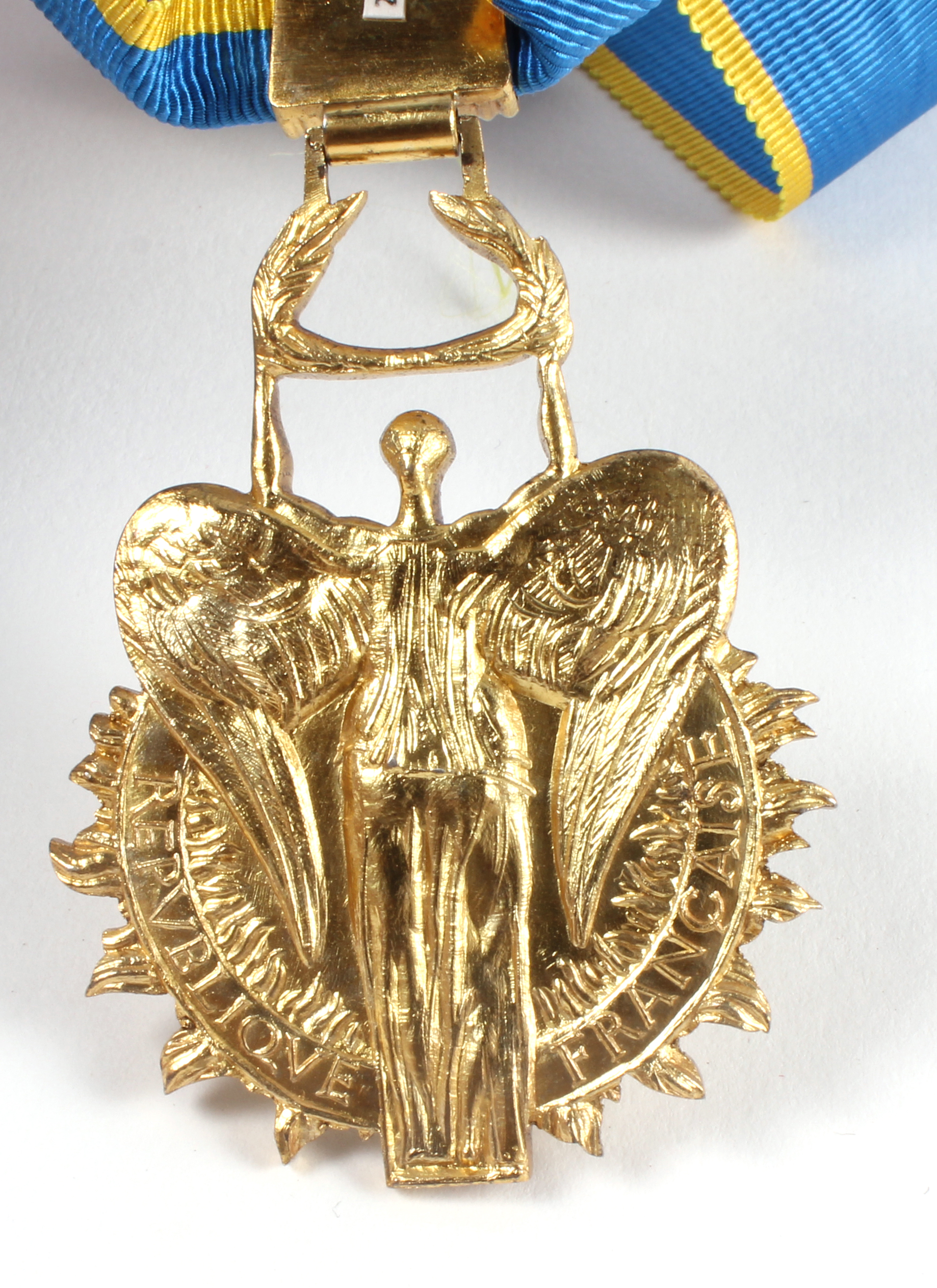
Оборотная сторона знака ордена

Орден Спортивных заслуг был учреждён в трёх степенях декретом от 6 июля 1956 года и предназначался для вознаграждения людей, отличившихся заслугами в развитии физической культуры, спорта и связанных с ними мероприятий во Франции, во Французском Союзе и в рамках международных отношений.
Орден Спортивных заслуг и учреждённая в тот же день Почётная медаль Молодёжи и спорта (фр. Médaille d’honneur de la Jeunesse et des Sports) были призваны заменить собой трёхстепенную медаль Физической культуры и спорта, при этом лица, ранее награждённые упраздняемой медалью Физической культуры и спорта, приравнивались к обладателям новых наград в следующем порядке:
награждённые бронзовой медалью Физической культуры и спорта — к награждённым Почётной медалью Молодёжи и спорта;
награждённые серебряной медалью Физической культуры и спорта — к кавалерам ордена Спортивных заслуг;
награждённые золотой медалью Физической культуры и спорта — к офицерам ордена Спортивных заслуг.
Орден находился в ведении Министра национального образования, молодёжи и спорта и управлялся Советом ордена. Совет ордена состоял из 21 члена:
- Министр национального образования, молодёжи и спорта (Председатель Совета),
- Директор Управления министра,
- Генеральный директор по делам молодёжи и спорта,
- Член Совета ордена Почётного легиона,
- Председатель Национального спортивного комитета,
- 2 председателя спортивных федераций, входящих в Национальный спортивный комитет (назначаются министром),
- Председатель Олимпийского комитета Франции,
- Председатель Национального военно-спортивного совета,
- Председатель Национальной ассоциации медали Физической культуры и спорта,
- 3 члена Национальной ассоциации медали Физической культуры и спорта (назначаются министром),
- Ректор академии (назначается министром),
- Генеральный инспектор, старший инспектор и инспектор по делам молодёжи и спорта (назначаются министром),
- Школьный инспектор (назначается министром),
- 2 должностных лица из Генеральной дирекции по делам молодёжи и спорта (назначаются министром),
- Спортсмен (по выбору министра).

Орден Спортивных заслуг был упразднён декретом от 3 декабря 1963 года, которым был учреждён Национальный орден Заслуг, заменивший собой многочисленные ведомственные ордена заслуг. Награждённые орденом Спортивных заслуг сохранили право носить знаки ордена и пользоваться положенными льготами и после его упразднения.

## Степени ордена
Орден Спортивных заслуг состоял из трёх степеней:
 Командор (фр. Commandeur) — знак на ленте, носимый на шее; высшая степень ордена;
 Офицер (фр. Officier) — знак на ленте с розеткой, носимый на левой стороне груди;
 Кавалер (фр. Chevalier) — знак на ленте, носимый на левой стороне груди.

## Условия награждения
Кандидат в кавалеры ордена должен был быть не моложе 32 лет от роду, пользоваться гражданскими правами и быть награждённым Почётной медалью Молодёжи и спорта или бронзовой медалью Физической культуры и спорта. Награждение офицерской степенью ордена могло быть произведено не ранее 5 лет после получения кавалерской степени, а командорской степенью — не ранее 8 лет после получения офицерской. В случае особенных заслуг условия к кандидату в кавалеры и офицеры могли быть смягчены по особому рассмотрению в Совете ордена. Командоры и офицеры ордена Почётного легиона награждались орденом Спортивных заслуг сразу соответствующей степени, минуя младшие.
Награждения орденом производились два раза в год — 1 января и 14 июля.
Было установлено ограничение на количество ежегодных награждений: не более 30 в степень командора, не более 300 в степень офицера и не более 1400 в степень кавалера. В виде экстраординарной меры разрешалось дополнительно награждать: не более 10 в степень командора, не более 60 в степень офицера и не более 300 в степень кавалера.
Иностранцы, постоянно проживавшие во Франции, могли быть награждены орденом на тех же условиях, что и французские граждане. К гражданам других государств, не проживавших на территории Франции, условия возраста, стажа и межнаградного срока могли не применяться. Награждения иностранцев не учитывались в ежегодных ограничениях числа награждённых.

## Знаки ордена

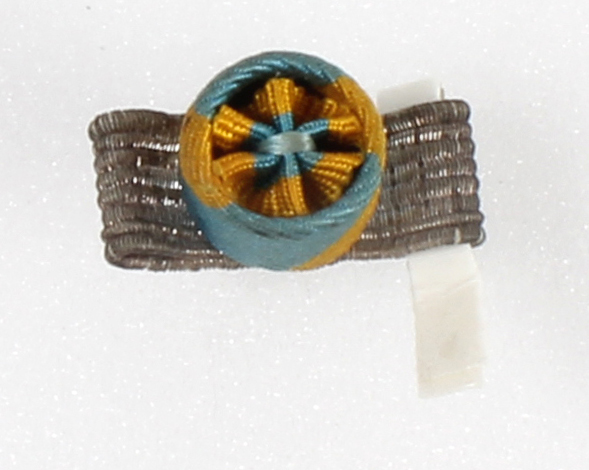
Розетка для повседневного ношения, командор

Знаки ордена Спортивных заслуг установлены указом от 17 октября 1957 года.
Знак ордена представляет собой рельефную фигурку аллегоричной Победы — женщина в тоге, с крыльями за спиной, держащая в поднятых руках лавровый венок. За спиной Победы круглый щит с широким ободком, на котором надписи: на лицевой стороне — «MÉRITE SPORTIF», на оборотной стороне — «REPUBLIQUE FRANÇAISE». На знаке командора щит обрамлён исходящими языками пламени и с лицевой стороны в центре покрыт светло-синей эмалью.
Размеры знаков кавалера и офицера — 30х50 мм, командора — 45х55 мм. Знак кавалера — бронзовый, офицера — серебряный, командора — золотой.
Лента ордена, шириной 30 мм, шёлковая муаровая светло-синего цвета, имеющая по краям по одной жёлтой полоске шириной 3 мм каждая. К ленте офицера крепится розетка, из этой же ленты.
Для повседневного ношения на гражданской одежде предусмотрены розетки из ленты ордена, а для ношения на мундирах — орденские планки.